# Atta (Gattung)
Atta ist eine Ameisengattung die, aufgrund ihres Verhaltens, zu den sogenannten Blattschneiderameisen gezählt wird.

## Beschreibung
Die Arten der Gattung Atta sind rötlich-braune Ameisen. Ihre Mandibeln sind, aufgrund ihrer besonderen Lebensweise, stark vergrößert. Sie haben, wie alle Knotenameisen neben dem Petiolus auch einen Postpetiolus. Das bedeutet, dass ihre Taille zweigliedrig ist. Innerhalb der Arten variiert die Größe der einzelnen Individuen sehr stark: während kleine Arbeiterinnen (Minors) nur 1,5 Millimeter lang werden erreicht die Königin mit ihrem, für die Eiablage, gewaltig aufgeblähten Abdomen sogar Längen bis 25 Millimeter.

## Lebensweise
Die Gattung gehört zu den Blattschneiderameisen. Das bedeutet, dass sie mit ihren, für diesen Zweck stark vergrößerten, Mandibeln Blätter, Grashalme und andere Pflanzen ernten, in ihren Bau tragen und auf diesem Pflanzenmaterial Pilze anbauen. Diese Pilze sind die einzige Nahrung der Ameisen, daher werden sie von den Arbeiterinnen sorgsam gepflegt und beschützt.
Die Atta bilden neben den afrikanischen Dorylus die größten bekannten Insektenkolonien mit bis zu 5 Millionen Mitgliedern. Trotz der gewaltigen Ausmaße umfasst eine Kolonie aber immer nur eine Königin, das bedeutet, dass das Volk nach dem Tod der Königin zugrunde geht. Die 5 Millionen Koloniemitglieder gliedern sich in bis zu 20 Kasten, von denen jede eine eigene Aufgabe hat.
Hölldobler und Wilson bezeichnen die Blattschneiderameisen der Gattung Atta in ihrem Buch Der Superorganismus als die höchstentwickelten Ameisen und führen dafür als Begründungen die ausgefeilte Kommunikation mittels Pheromonen, die minutiös abgestimmte Kooperation, dank derer der Pilzanbau erst möglich wird, und den Bau von hochkomplexen unterirdischen Kammernestern, an.
Da Atta keine Giftdrüsen besitzen und ihr Stachel zurückgebildet ist, erfolgt die Nestverteidigung mithilfe der stark ausgebildeten Mandibeln. Sobald ein Feind sich dem Nest nähert, es berührt oder gar hineinfasst, verbeißen sich sofort dutzende Arbeiterinnen in ihm. Das bekommen auch Forscher zu spüren. Die Verteidigung gilt aber insbesondere anderen Atta, da Kolonien, deren Pilz eingegangen ist, häufig andere Nester überfallen, um die dortigen Pilzbestände zu plündern.
Die Nester sind ausgesprochen komplex. Es existieren Kammern für die Aufzucht der Brut, die meist nah an der Oberfläche liegen, die Kammer der Königin, die zentral gelegen ist, um der Mutter der Kolonie den bestmöglichen Schutz zu bieten, und es existieren Abfallkammern, in die Arbeiterinnen abgestorbene Pilze und tote Nestkameradinnen werfen. Durch die beim Verrotten entstehende Energie beheizt die Kolonie ihr Nest. Ferner gibt es ein System aus Kanälen und Röhrchen, durch das verbrauchte Luft entweichen und frische Luft angesaugt werden kann.

## Systematik
Äußere Systematik
Die Ameisengattung gehört zur Unterfamilie der Knotenameisen.
Innere Systematik
- Atta bisphaerica
- Atta capiguara
- Atta cephalotes
- Atta colombica
- Atta cubana
- Atta goiana
- Atta insularis
- Atta laevigata
- Atta mexicana
- Atta opaciceps
- Atta pilosa
- Atta robusta
- Atta saltensis
- Atta sexdens
- Atta tardigrada
- Atta texana
- Atta vollenweideri